# Rudolf Zimmer (Romanist)
Rudolf Zimmer (* 12. August 1941 in Püttlingen; † Februar 2006) war ein deutscher Romanist und Hochschullehrer.

## Leben und Werk
Nach dem Abitur (1960 in Völklingen) studierte Zimmer Romanistik, Allgemeine Sprachwissenschaft und Finnougristik an den Universitäten Saarbrücken, Marburg, Göttingen, Sorbonne, Helsinki, Budapest und Salamanca. Er wurde 1970 an der Universität Göttingen promoviert, ging zuerst als Wissenschaftlicher Assistent, dann als Dozent an die Universität Marburg und habilitierte sich dort 1979. Von 1982 bis zu seiner Erkrankung war er Professor für Romanische und Allgemeine Sprachwissenschaft an der Universität Bayreuth (Nachfolgerin 2000: Martina Drescher).

## Werke
- Aspekte der Sprachkomik im Französischen. Studien zur Sprache des Humoristen Alphonse Allais. Niemeyer, Tübingen 1972. (Dissertation)
- Stilanalyse. Niemeyer, Tübingen 1978.
- Probleme der Übersetzung formbetonter Sprache. Ein Beitrag zur Übersetzungskritik. Niemeyer, Tübingen 1981. (Habilitationsschrift)
- Äquivalenzen zwischen Französisch und Deutsch. Theorie – Korpus – Indizes. Ein Kontextwörterbuch. Niemeyer, Tübingen 1990.
- Die Morphologie des italienischen, spanischen und portugiesischen Verbs. Einzelsprachlich und im Vergleich. Niemeyer, Tübingen 1992.